# 超昂神騎エクシール
『超昂神騎エクシール』（ちょうこうしんきエクシール）は、アリスソフトより2017年7月28日に発売の18禁美少女アドベンチャーゲーム。

## 解説
『超昂閃忍ハルカ』の「勝ってもH、負けてもH」のコンセプトを受け継ぐ本作は、魔王の生まれ変わりの少年が天使と共闘する様子を描いたアダルトゲームである。

## システム
導魔
いわゆるエッチによる育成。
コストを払うことでエッチイベントが発生して成長させるという点は従来通りであるが、確率判定は行われず内容によって決まったステータスが上昇するようになった。
また、コストである魔力をどれくらい消費するかによって上昇量は最大3段階に変化するようになっている。コストは上昇対象のステータスごとに指定可能。上昇量も、ストーリー進行・実行回数・親密度によってレベルアップすることで増えていく。
魔力は日をまたぐことで鬼畜度と同じだけ回復するようになっている。鬼畜度は鬼畜系の内容を低コストで実行することで上昇する他、敵幹部である魔将に敗北することでも上昇する。そのため、一切敗北しない完全純愛なプレイは難易度が高い。一方、鬼畜度の上限は実質ないに等しいため、ヒロインの敗北を一切気にしないプレイであれば難易度は劇的に低下する。
戦闘
戦闘は、同社作の「大悪司」などに見られる地域制圧要素も兼ねている。1日に移動できる行動回数に制限があり、最初は1エリア分しか移動できないが最終的には3エリア移動が可能となる。
侵攻した先に敵がいた場合は戦闘となり、殲滅することでそのエリアを奪取・防衛できる。敵は初期配置からイベント以外で増減することはなく、こちらが制圧したエリアへの進行もあまり積極的ではない。ボスを倒せばそれでクリアとなるが、雑魚を倒すと1体につき魔力の上限が少しずつ増えるので、余裕があれば倒しておきたいところ。
戦闘は5ターン1セットとなっており、その5ターンの中で各ターンどんな行動をとるかを事前に設定しておく必要がある。通常は10ターンで強制終了するが、スキルによって増減する他、無制限の場合もある。
行動はA,B,Cの3セット設定しておくことができ、戦闘中に切り替えることで状況に対応していく形。ただし、セットしておける行動は計15枠の中で共有となる。敵も同様に5ターン1セットで行動するが、切り替えはしない。
セットできる行動はストーリー進行によって増えていくが、使用可能にするためにはAPという値を消費して習得する必要がある。APはこれ以外でも実際に行動するのにも必要となるため、どのように消費していくかの管理が重要である。
戦闘では、自軍は最大2人、敵軍は最大3体の団体戦。ただし、自軍は誰かしらのHPが0になった時点で敗北となるので注意が必要。ボス戦では、勝利した場合はとどめを刺したキャラによる必殺技ムービーが流れ、逆に敗北した場合はHPが0になったキャラに対して敗北Hとステータス変化が発生する。
終盤、ヒロイン二人が覚醒した後は合体攻撃が使用可能になる。合体攻撃は2人が同じターンに使用する必要があるが非常に強力で、これで倒すと専用の撃破ムービーが流れる。
地域選択シーンでは、魔力を消費することで行動回数＋1したりボスに敗れても敗北カウンターである「肉欲」が上昇しないようにしたりが可能。必要魔力は最大魔力に応じて増える。肉欲が上昇しない魔術を使うことで、敗北さえも安全かつ有効な育成要素として扱うこともできる。特に隠し要素解禁には非常に重要。

## あらすじ
魔王の生まれ変わりで人間の学生として生活しながら、魔王としての覚醒、世界支配の時を待ちながらエロゲライターを目指す主人公の央堂継彦は覚醒当日に魔王誅滅の命を受けた神騎 エクシールに襲われ、さらに部下の悪魔のベゼルにまで裏切られ“色欲の力”以外の魔力を奪われるが、悪魔の計略により、地上で孤立したエクシールと共闘して悪魔軍団であるウォーグリムに戦いを挑む。

## 登場人物
央堂 継彦 （おうどう つぐひこ） / 魔王エイダム
アダルトゲームのシナリオライターを目指す学生。中二病を患い、言動が痛々しい一面を持つ。豊富なエロ知識を持つ一方、魔王エイダムとしての覚醒に備えるために童貞を守ってきたため、性交渉の経験はない。覚醒を目前にしてかつて前世で自分の配下だったという悪魔ベゼルに裏切られる。結果、魔王の魔力の源を「色欲」以外すべて奪い取られる。
元はヤンキーに余裕で負けるなど貧弱だったが、覚醒後は頭部に角が生えたり体が筋肉質になったりなどして、容貌が大きく変化した。ただし、魔術でごまかしているため、その有様で騒がれたりはしない。
自らの正義に揺るぎはないものの、他者の信念を否定するようなこともしないなど、若くして公正さをもっている。
世界を度々救ったという「超昂戦士」というものに憧れを持っており、エクシールたちにそれっぽい登場の仕方や決め台詞をレクチャーしている。また、そのイメージが魔力を通じてエクシールたちにも影響した結果、神騎に変身した姿は変身ヒロイン風の姿に変化している。
純愛ルートではヒロインの一方にプロポーズするかもしくは地上での魔力がらみの事件を解決する組織の現場指揮官に従事することになる。一方、鬼畜ルートの場合はどちらの場合でも魔王としての力を失い、ヒロインとともに生きる道は断たれることになる。
神騎エクシール ／ エリス・エクシリア
声：御苑生メイ
身長：168センチメートル / B93/ W58/ H88
天界より魔王誅滅のために派遣された神騎（天使）で悪魔の計略により孤立して継彦と共同生活を送りつつ、共闘する。継彦が持つ “色欲” の力を利用した、“導魔”により戦うための力を得る。
真面目な性格で、人間界に関する知識が不十分であるため、よく継彦にからかわれる。生徒会長として継彦の学校に入り込んでいる。
覚醒時の争いで致命傷を負ってしまったキリカを助けるため自身の力を大量に注いだことに加え、天界からの力の供給が途絶えたことで大幅に弱体化してしまう。しかし、その不足分を魔力で補うことで戦闘可能になっている。ただし、この結果その体は半分人間と化してしまい、三大欲求が発生するようになる。とりわけ食に対しては大いに感銘を受けて食いしん坊キャラと化しており、たまに食事につられてしまう。
実は、前回の神騎と悪魔の大戦以降の記憶を失っている。かつては冷血に悪魔を屠る戦闘マシーンのようだったらしい。これは、恋人であったエイダムが転生・覚醒するたびに殺さなければならない過酷な運命に精神をすり減らした結果。ちょうど一つ前の戦いの際、精神が限界に至った彼女の記憶は封印され、現在の人格に落ち着いた。その為、心の奥には狂気を抱えていると言える。
武器は大型の片刃剣「ソル・クラウン」。範囲攻撃を得意とし、団体戦で活躍する。必殺技は光の剣と化したソル・クラウンによる横薙ぎで一気に両断する「ドーン・パニッシャー」。超昂神騎となった後は、ソル・クラウンは両刃の剣に変化し、必殺技もさらに唐竹割りを叩き込む「ジャッジメント・パニッシャー」へと変化する。
鬼畜エンドでは、継彦の子供を身ごもったことを契機に、彼を殺害して魔王の運命から解き放つ。魔族と天使は魔王という最終目標を失って終わりなき泥沼の戦いを続け、その果てに滅びゆく世界を眺めるのであった。
神騎キリエル ／ 報生 キリカ （ほうしょう  - ）
声：鈴谷まや
身長：156センチメートル / B79/ W58/ H82
継彦の後輩で、第二の神騎“キリエル”となる。
かつては陸上競技をしていたが、けがが原因で引退した過去を持つ。また、それ以前は格闘技をやっていたが、敗者の負の目線に耐えられなくて辞めている。
継彦と出会ってアダルトゲームの存在を知り、アダルトゲームの原画家を目指している。一見するとクールな性格だが、実際は大胆なところもあるほか、継彦に対しては砕けた態度をとる。
実は、前作である超昂閃忍ハルカで主人公が所属していた上弦衆の一族。ノロイの件が解決しているためか忍者の家系であること以外はあまり知っている様子はない。格闘技や絵の技術は、この上弦流によるものである。
継彦を殺そうとするベゼルの攻撃から彼をかばって致命傷を負うも、エリスの力でかろうじて命を取り留める。その後はしばらく昏睡状態であったが、さらにワーズリーから奪った魔力を注ぎ込んだことでようやく覚醒へと至った。さらに、元々人間でありながら神騎へと変身する能力を得る。
武器は双剣「カムイ」と「ハヤテ」。単体に対して2,3回ヒットする技を得意とし、ボスなど強力な個体の相手を得意とする。初期パラメータが低めだが、誤差の範囲。必殺技は双剣を脚に装着してクラウチングスタートで突進し、攻撃を兼ねた移動で数度切りつけた後に踵落としを叩き込む「アブソリュート・ストライク」。超昂神騎となった後は、尻尾状のパーツなどが追加され、必殺技も踵落としが両足及び尻尾による一撃を爪のように叩き込む「サラマンダー・ストライク」へと変化する。
鬼畜エンドでは、シェムールと取引をして継彦から魔王の力を奪い、自宅を結界化して平穏な世界の中に閉じ込め、自身は世界を相手取った終わりなき戦いの中で力尽きる。
アズエル
声：七ヶ瀬輪
エクシールの上司にあたる天使長。天界から通信で戦いを支援する。
エクシールとキリエルに対しては慈愛に満ちた態度をとる一方、魔王の生まれ変わりである継彦に対しては厳しい態度をとるため、継彦とはたびたび衝突している。ただ、どことなく心を許しているようにも見える。
実はエイダムのことを愛しており、エクシールとの絆を前に身を引くも、アゼルへと堕ちる原因の一つとなった。
ハーレムルートでは継彦の上司に就任する。継彦はエイダムとは違うから恋心はないと主張している。

### 悪魔軍団"ウォーグリム"
ベゼル
声：仁志田龍矢
かつての魔王の腹心で継彦に復活を促すが、魔王の器では無いと判断して転生した継彦から力を簒奪して悪魔軍団"ウォーグリム"を結成する。
しかし、魔将が半分破られた影響で場所が判明した「魔王の半身」確保に出向いたところでエクシールたちに敗北。さらに、堕天使アゼルの覚醒によって魔王の真実を知る。その後、役に立つかもと継彦に救出され、改めて彼に忠誠を誓う。ただし、悪魔の地上進出を諦めたわけではなく、継彦の人格がより悪魔的に傾けばとも思っている。
家事全般を得意とし、継彦たちの住処に居候するようになってからはその料理の腕でエリスの胃袋をつかんでいる。
ジュラウスから数えきれないほど愛の告白やら夜這いやらを受けているが、地上進出の使命しか頭にないため一切相手にしていない。
純愛ルートでは他の面々ともども人間として世界で生きるように命じられている。
シェムザード
声：神無月ほのか
ベゼルの后で、魔術を得意とする。 地上と天界との道を遮断してエクシールを孤立させた。
実はベゼルとの関係はあくまでビジネスのようなもので、夫婦らしいことは何もしていない。また、ベゼルに魔王の力ダッシュの方法など計画全体を教授したのは彼女。
裏では独自の目的で動いており、密かにイジールをたきつけて魔王になろうとするように仕向けている。
魔玩将ワーズリー
声：藤田恵一
強欲を司る悪魔。鋼鉄の腕を持つ。
魔将の中でも古参の一人で、前回の大戦も生き残っている。ただし、老いもあるのかその力は魔将最弱。
コレクター気質であり、眠っていた間に人間が生み出したものに興味を抱いている他、少しでも価値があると見出したものは集めたくなる性分。エイダムとは趣味の面で気が合っていた。
魔執将ジュラウス
声：和葉
嫉妬を司る悪魔で、ベゼルの忠臣でもある。前大戦で倒された嫉妬の将の後任。
昔、悪魔の地上進出のために粉骨砕身するベゼルに心を打たれて以来熱烈な愛情を抱いており、何度も想いを伝えるも一切報われていない。ベゼルさえ無事ならそれ以外のことはすべてどうでもよく、堕天使アゼルの力を目の当たりにしてからはその被害からベゼルを守りたいがためにグレゴリに降り、彼に投降を求めた。
実は精神寄生体のようなもので、嫉妬心を糧に他者の精神に寄生し、肉体を乗っ取ることができる（元の肉体は死滅する）。神騎に対しても有効であり、憑依後は体が悪魔化する。その能力もあって、他者の嫉妬心を感知できる他、人間に化けることも可能。
人間の姿で偵察中に偶然嫉妬心を抱いている状態のキリカと遭遇、その心を見抜いて自身の魔力を滑り込ませることに成功する。その後、直接対決時にあえて自滅。キリエルの力を乗っ取り継彦を奪取することに成功するも、ベゼルの奇策によってキリエルの体から追い出されて敗北する。
敗北後はグレゴリの介入によって封印前に身柄を抑えられ、堕天使シェムールの実験台として首だけの状態で生かされるという屈辱を味わう。しかし、その隙をついてシェムールに対して妨害を仕掛けることに成功する。
他の面々と違い、魂が原形をとどめないほど破壊されてしまっていたが、自身を食らっていたイジールの中に魂が残っていたため復活に成功した。なお、当初の姿は気に入っていたらしく、人間化時にその体で再生されたときは感謝していた。
魔蔑将ハウト
声：深川緑
傲慢を司る悪魔。古参の一人。
自分はエイダムの次に美しいと考えている。美しいものへの愛は強い一方、そうでないものを侮蔑している。男性であるが、女性になりたいと思っている。魔将の中では常識的な方で、我の強い他のメンバーの仲裁をすることがある。
人間となった際に、念願かなって女性となることができた。
魔憤将イジール
声：牛蛙キタロウ
憤怒を司る悪魔。古参の一人。自らの怒りは正義であると考えている。
胴体部に顔面が配された鎧をまとった赤鬼のような様相。胴体部の顔もイジール自身である。乱暴な物言いが目立つものの、仲間意識が強く卑怯な行いを好まない武人。そのため、継彦も彼のそんな面に対しては一定の敬意を抱いていた。イジール自身も、脆弱な人間なのに足を折るなどしても一切屈しなかった継彦に対して敗北を認めさせたいと考えるようになる。
シェラザードの策に乗って、継彦とベゼルに割って入る形で魔王の半身を奪取するも、それは対等に戦えるように継彦に返却する為であった。その後の騒動でグレゴリに捕らえられてしまう。
その後、シェムールによって改造され、モンスターとの中間のような姿となって現れる。武人気質は無駄だと判断されたため人格も改造されており、暴力の権化と化している。激闘の果てに元の姿に戻り、余命わずかの状態ながら力をかなり取り戻した継彦との決闘を願い、武器を捨てての殴り合いの果てで一定の満足を得るも、シェムールによる嫌がらせによって決着はつかずに終わってしまう。
魔呑将オベレット
声：蓮岳犬
暴食をつかさどる悪魔。新任の一人。
人形を保っている魔将のなかで異形ともいえるほど肥えた身体と長い舌が特徴。常に空腹を満たすべく何かを食べており、新しい味覚への関心が強い。というより、食べること以外に興味がない。
ダイアン
声：平野響子
怠惰をつかさどる悪魔。新任の一人。
ゲーム好きで、引きこもっていることが多い。「本当にやりたいこと以外へのやる気を低下させる」という能力を持つ。性質上、本音を露呈させるという副次効果がある。
元々魔王に忠誠心はなく、ベゼルが敗れてグレゴリが台頭した後はその勢力に取り込まれる。自身の能力で人間たちに暴動を起こさせ、自身はのんびりしている。
ザイン
人間の欲望を基に生み出されたウォーグリムの戦闘員。

### 堕天使軍団グレゴリ
アゼル
グレゴリの筆頭。アズエルが魔王の半身を取り込んで堕天使と化した姿。当初は翼が黒くなったアズエルだったが、エクシールたちの姿に倣ってその姿を変化させた。
かつて、創造神アマツの指示で人間に地上の管理者としての役割を引き継ぐために教育を施していたが、いざ移譲する段階になっても愚かないさかいを起こす人間に絶望し、封印されていた魔力を取り込んで天界に反旗を翻した。人間から知性と理性を奪うことで獣化させて地上を支配しようとするが、エクシールとエイダムによって最終的には魔力を奪取されてアズエルへと戻り、魔力ごとその記憶は封じられていた。
シェムールの策でアゼルへと戻り、改めて地上を人間から奪うために活動を開始するが、当の本人はシェムールに利用されている事に気付いていなかった。
シェムール
シェラザードの本来の姿であり、天使シェムエルが堕天した姿。
魔王の半身出現に反応してアズエルが現れることを見越し、ベゼルに取り入って魔力を魔王から奪取させることでうまく半身が無防備にさらされる状況を作り出し、アズエルに無理矢理取り込ませることで改めてアゼルへと堕天させることに成功する。
実は天使の時から人間を見下しており、アズエルに魔力を奪うように唆していた。アズエルが人間に絶望するように事件を仕向けたのも彼女であり、アゼルすらも自身の目的を達成するための駒としか見ていなかった。
その目的は、イジールや他の堕天使などを実験台にして確立した魔力融合技術によって魔力を完全に取り込み、憧れの対象であったアマツに代わる新たな神として君臨すること。その結果、「偽神マガツ」へと至るも、己の弱さを顧みない気質であったために一切成長できず、「明日を変えようとする力」である魔力によって無限に成長する神騎の前に敗北する。
アレーガ
シェムールによって改造された堕天使。暴力と性欲によって暴走状態であり、フルフェイスの兜の下はブタの顔となっている。
ダイン
堕因と書く。伝説の存在らしい。グレゴリの戦闘員。

## 用語など
創造神アマツ
世界を創り出した神。キリスト教の唯一神に近いが、こちらは世界を作った際に地上の管理者に人間を指名して以降、ずっと眠りについている。
いつかは目覚めるらしいがその時期は不明で、殺傷を禁じられている神騎たちは倒した魔族を磔刑空間という亜空間に封じ、いつか目覚めるアマツによる処断を待つことになっている。
眠りにつきながらもその力は絶大で、神騎たちのエネルギーはアマツからもたらされる。逆に言えば、何らかの理由で天界との繋がりが遮断されると神騎は力を失ってしまう。
魔力
人間の欲望から生まれるエネルギー。また、それ自体が欲望を生む。
争いを呼ぶため、神騎にとっては忌まわしいものであるが、裏を返せば「今に屈さず、明日を変えようとする」力となるものでもあり、文明の礎になったものである。
かつて眠りにつく前のアマツによって人間から刈り取られ、天界に封印されていた。しかし、根絶されたわけではなく、やがて改めて人の心に満ちていった。

## スタッフ
- キャラクターデザイン・原画 - おにぎりくん、はぎやまさかげ
- シナリオ - 小西翼
- 音声制作 - HIRO/DJ C++

## 開発

### キャスティング
メインヒロインの神騎エクシール /エリス役には御苑生メイが起用された。御苑生はアリスソフトのブログの中で、「エリスは状況や他の登場人物とのかかわり合いによってしゃべり方が変わるため、『エクシール』という一人の天使（女性）というキャラクターを保ちながら様々な面を出すのが楽しかった」と述べており、演技についても「元々特撮好きだったため自分の中でハードルを上げてしまい、通常の変身や戦闘シーンにおいてうまく演技できるかが心配だったが、自分で納得できる演技が収録できたため、収録の後はご機嫌になった」と振り返っている。
もう一人のヒロインである神騎キリエル /キリカ役には鈴谷まやが起用された。鈴谷はアリスソフトのブログの中で、「当初はクールな女の子というイメージを抱いていたが、演じる中で様々な面があることに気づかされ、収録初日は自然さやかわいらしさを出そうと奔走した」と述べており、演技については「過酷なHシーンに心が折れそうになったが、楽しいアトラクションと割り切って演技をした。特にキリカが子豚と戯れるシーンでは子豚のかわいらしさを楽しみながら演技をした」と振り返っている。また、鈴谷はHシーンの多いキリカを演じるにあたり喉をつぶさないように心掛け、戦闘シーンではキリエルのかっこよさを前面に出せるように意識したとブログの中で述べている。

## 反響

### 売上
本作はDMM.comの7月度のダウンロードランキングで首位を獲得しており、DMM.comの担当者は「予約が多かったことから売れるとは思っていたが、予想以上の売れ行きを見せた」と述べている。

## ノベライズ
『超昂神騎エクシール 〜双翼、魔悦調教〜』のタイトルで、オリジナルエピソードを含んだノベライズが、著：峰崎龍之介、挿絵：孫陽州によって二次元ドリームノベルズから2018年10月31日に発売された。